# Peppange
Peppange (en luxemburguès: Peppeng; en alemany: Peppingen) és una vila de la comuna de Roeser del districte de Luxemburg al cantó d'Esch-sur-Alzette. Està a uns 9,7 km de distància de la Ciutat de Luxemburg. S'hi poden trobar restes d'una fundició dels segles XIII-XIV.
L'any 2023 va registrar una població de 883 persones.